# La grande avventura dell'Ape Magà
La grande avventura dell'Ape Magà (昆虫物語 みつばちハッチ〜勇気のメロディ〜?, Konchū monogatari - Mitsubachi Hacchi ~Yūki no merodi~, lett. "Storia di insetti - L'ape Hutch ~La melodia del coraggio~") è un film anime del 2010 diretto da Tetsurō Amino.
La pellicola è incentrata sulla figura dell'ape Magà (Hutch nel doppiaggio originale), già apparsa in tre serie televisive anime. Il film è stato distribuito nelle sale giapponesi dal 31 luglio 2010; la versione in italiano è stato pubblicato per lo streaming su TIMvision da giugno 2020.. La storia è in gran parte diversa da quella delle serie televisive.

## Trama
Magà è un'ape maschio (fuco) che insieme a degli amici parte per ritrovare la madre, un'ape regina, dopo che le api sono state attaccate da un gruppo di vespe. Magà fa amicizia con diversi altri insetti e con Ami, una ragazza umana in grado di parlare con loro.

## Distribuzione

### Edizioni home video
In Giappone il film è stato pubblicato in Blu-ray Disc e DVD da Sony Pictures Entertainment il 22 dicembre 2010. Solo al DVD è allegato un pupazzo di Magà.

### Edizione italiana
In Italia il film è stato distribuito sulla piattaforma Tim Vision dal 25 giugno 2020.